# Enjoy the Solitude
Enjoy the Solitude – minialbum grupy Made in Poland, wydany w 2011 roku nakładem 2.47 Production. Nagrania studyjne zrealizowano w warszawskim Elektra Studio.

## Lista utworów
1. „Enjoy the Solitude” - Feat. Rykarda Parasol – 4:00
2. „Enjoy the Solitude” - New Orleans Radio Edit - remixed by Bodek Pezda – 5:02
3. „Enjoy the Solitude” - Didigegeharmony remixed by Olleck Bobrov – 2:56
4. „Enjoy the Solitude” - Iron Man remixed by Marcoos – 3:22
5. „Enjoy the Solitude” - Enjoy guide remixed by Radek Spanier - Hetane rmx – 4:51
6. „Enjoy the Solitude” - Flamingo molltones rmx - Agim Dzeljilji - Oszibarack – 6:15
7. „Wiatraki obracają skrzydła” – 6:15
8. „Scarecrow” – 5:20

bonus
1. „To tylko kobieta” - live – 5:31
2. „No idź” - live – 3:29
3. „What Is” - live – 4:47
4. „Ja myślę” - live – 3:33
5. „Oto wasz program” - live – 5:26

## Skład
- Artur Hajdasz – wokal, perkusja
- Sławomir Leniart – gitara
- Piotr Pawłowski – gitara basowa